# 相模原市立横山小学校
相模原市立横山小学校（さがみはらしりつ よこやましょうがっこう）は、神奈川県相模原市中央区横山台2丁目にある公立小学校である。

## 沿革
- 1972年（昭和47年）
  - 4月 - 開校。
  - 5月 - 開校記念日制定。記念樹「けやき」植樹。
  - 7月 - 6教室増築完成。
- 1973年（昭和48年）
  - 3月 - 校章・校旗制定。第1回卒業式挙行。
  - 4月 - 清新学校給食センターからの学校給食開始。
  - 7月 - 室内運動場完成。
  - 8月 - プール完成。
- 1974年（昭和49年）3月 - 校歌制定。
- 1975年（昭和50年）
  - 4月 - 作の口小学校開校により、学区変更。
  - 6月 - 「心明池」完成。
  - 8月 - 給食調理室完成。
- 1976年（昭和51年）7月 - 創立5周年記念式典挙行。第2校舎西側6教室増築完成。
- 1981年（昭和56年）
  - 9月 - 造形砂場（ひまわり広場）設置。
  - 11月 - 創立10周年記念式典挙行。
- 1984年（昭和59年）4月 - すみれ級開級。
- 1985年（昭和60年）8月 - ランチルーム完成。
- 1987年（昭和62年）8月 - A棟校舎大改修工事。
- 1989年（平成元年）
  - 4月 - さくら級開級。
  - 11月 - パソコン教室設置。
- 1991年（平成3年）11月 - 創立20周年記念式典挙行。
- 1994年（平成6年）9月 - B棟東側大規模改修工事。
- 1995年（平成7年）11月 - PTAふれ愛ランド開催。
- 1996年（平成8年）
  - 3月 - B棟西側大規模改修工事。
  - 11月 - A棟昇降口と職員玄関改修。
- 2002年（平成14年）1月 - 創立30周年記念式典挙行。
- 2011年（平成23年）5月 - 創立40周年記念航空写真撮影実施。
- 2012年（平成24年）8月 - 正門改修工事完了。
- 2016年（平成28年）3月 - 北門改修工事完了。
- 2019年（令和元年）5月 - 教室エアコン設置工事完了。
- 2020年（令和2年）
  - 2月28日 - 新型コロナウイルス感染拡大防止のため、5月31日まで、臨時休校となる。
  - 4月 - 給食が、委託方式となる。
  - 6月1日 - 分散登校で、学校再開。
- 2021年（令和3年）
  - 3月 - B棟東側トイレ改修完了。
  - 11月 - 創立50周年記念航空写真撮影実施。バルーンリリース実施。

## 通学区域
- 相模原市中央区[1]
  - 小町通1丁目
  - 小町通2丁目
  - 横山1丁目
  - 横山4丁目
  - 横山台1丁目
  - 横山台2丁目

## 進学先中学校
- 相模原市中央区[2]
  - 相模原市立清新中学校

## 周辺
- 相模原市横山こどもセンター - 敷地が隣接。
- ファミリーマート相模原横山台店 - 相模原市道「横山小学校前」交差点をはさんで、対角線上に位置する。
- JR東日本相模線 - 線路はすぐそばを通るが、駅は離れている。
- 横山丘陵緑地
- AOI湘北病院
- 社会福祉法人相模厚生会横山台こども園 - 進学前こども園のひとつ。

## 交通アクセス
相模原市道宮上横山線沿いの正門まで
- 神奈川中央交通「相17」系統で、「横山小学校前」停留所より、
  - 相模原駅行のりばから、徒歩約600m・約9分。
  - 水郷田名行のりばから、徒歩約685m・約11分。
- JR東日本横浜線相模原駅（南口）より、
  - 上述の神奈中バス「相17」系統に乗車し、「横山小学校前」停留所下車後、徒歩約9分。
  - 徒歩約2.3km・約35分。
- JR東日本相模線上溝駅から、徒歩約1.7km・約26分。